# Estrella Eleanor Carothers
Estrella Eleanor Carothers, coneguda com a Eleanor Carothers (Newton, Kansas, 4 de desembre de 1882 - 1957) va ser una zoòloga i genetista estatunidenca.
El seu treball més important va ser en el camp de la citologia i la genètica: va utilitzar embrions de llagosta per estudiar la llei de la independència dels caràcters hereditaris de cromosomes homòlegs heteromòrfics. Aquesta va ser la primera evidència física de separació independent dels cromosomes homòlegs durant la meiosi.

## Trajectòria
Va estudiar en el Col·legi Nicekerson i es va graduar a la Universitat de Kansas a 1912. Va començar la seva carrera com a professora ajudant de Zoologia a la Universitat Estatal de Pennsilvània de 1913 a 1914. El 1916 es va doctorar. Va ser professora ajudant fins al 1936, labor que va compaginar amb ser investigadora independent per al Laboratori Biològic de la Marina des de 1920 fins a 1941. En 1936 es va traslladar a la Universitat d'Iowa i va ser investigadora allí fins al 1941. El seu treball allí va ser finançat per la Fundació Rockefeller.
Mentre estudiava i ensenyava a la Universitat de Pennsilvània, Carothers va viatjar a les regions de sud i sud-oest dels Estats Units en expedicions de recerca entre els anys 1915 i 1919. Durant el seu temps a la Universitat d'Iowa, completà el seu treball més important, en el camp de genètica i citologia, utilitzant embrions de llagosta per estudiar la separació independent dels cromosomes homòlegs. Aquesta va ser la primera evidència física que els cromosomes homòlegs se separen independentment durant meiosi, que és una font de variació genètica en organismes que es reprodueixen sexualment.
El 1941 es va retirar de la Universitat d'Iowa, i a Kingman, Kansas, va continuar investigant en el Laboratori Biològic de la Marina Woods Hole. El 1954, es va traslladar a Murdock, Kansas, on va viure i va investigar durant la resta de la seva vida.

## Reconeixements
En 1921, Carothers va aconseguir el premi d'investigació Ellen Richards atorgat per la Naples Table Association. Pel seu treball sobre embrions de llagosta va ser inclosa en la quarta edició d'American Men and Women of Science, publicat el 1927, un reconeixement atípic i significatiu per a una dona científica en aquella època. Va ser triada per formar part de l'Acadèmia Nacional de Ciències i l'Acadèmia de Ciències Naturals de Filadèlfia.